# Niobrara (Nebraska)
Niobrara ist eine Gemeinde in Knox County, im US-Bundesstaat Nebraska. Nach einer Volkszählung 2010 hatte die Gemeinde 370 ständige Einwohner. Niobrara liegt am Südufer des Missouri an der Grenze zu South Dakota und ist Verwaltungssitz der Santee Sioux Reservation, obwohl die Gemeinde außerhalb des Reservatgebiets liegt. Das Reservat liegt mehrere Kilometer östlich davon. Niobrara wurde 1856 als Fort zum Schutz der weißen Siedler vor Indianerüberfällen gegründet. Benannt wurde die Gemeinde nach dem Niobrara Fluss einem Zufluss des Missouri. Ursprünglich wurde das Gebiet der Gemeinde von Ponca Indianern bewohnt.

## Geschichte
Niobrara wurde 1857 von weißen Siedlern 1½ Kilometer südöstlich der Mündung des Niobrara in den Missouri gegründet. Der Standort wurde so gewählt, dass Dampfschiffe den Ort leicht erreichen konnten. Am 28. Juni 1857 legte die Omaha mit einer Ladung Holz an. Die Bewohner waren sehr optimistisch über die Zukunft der Siedlung und bauten ein dreistöckiges Hotel für 10.000 Dollar, das teuerste und größte Hotel seiner Zeit in Nebraska. 1880 hatte die Gemeinde 850 Bewohner. Im Winter 1881 wurde das Gebiet der Niobrara-Mündung überflutet. Ein natürlicher Eiswall hielt das Wasser von der Siedlung fern. Am 28. März 1881 brach dieser Damm und die Siedlung wurde überflutet. Das Wasser stand bis zu 1,50 Meter in den Häusern. Nach 2 Tagen begann der Wasserspiegel wieder zu sinken, und die Bewohner begannen mit den Aufräumarbeiten. Am 31. März kam jedoch eine Nachricht per Telegraph, dass eine weitere, größere Überschwemmung drohte. Die meisten Bewohner brachten daraufhin ihre Habseligkeiten auf höherem Grund in Sicherheit. Nur eine Gruppe von 13 Männern, Stickers genannt, verbrachte die zweite Überschwemmung in der Siedlung, im zweiten Stock eines Geschäftshauses. Niobrara wurde im April 1881 drei weitere Male überschwemmt, die Infrastruktur wie Brücken und Straßen wurden zerstört. Die Bewohner beschlossen die Ortschaft auf höheren Grund umzusiedeln. Alle Gebäude, darunter die Kirche, das Schulgebäude, 5 Hotels und viele Geschäfte, wurden auf höheren Grund umgesiedelt. Dabei wurden die Gebäude auf Wägen zu ihrem neuen Platz, etwa 1 Kilometer entfernt transportiert. Nun hatte Niobrara keinen direkten Zugang mehr zu den Dampfschiffen, aber die Ortschaft war überschwemmungssicher. Der Umzug kostete 40.000 $ und ist einmalig in der Geschichte von Nebraska. Mit dem Bau des Gavins Point Dams 1956 wurde Wasser wieder ein Problem. Der Missouri sollte zum Lewis and Clark Lake aufgestaut werden. Wieder sollte die Ortschaft überschwemmt werden. Am 4. Juli 1977 wurde das neue Niobrara auf höherem Grund gegründet. Die gesamte Gemeinde mit 400 Bewohnern zog in den Jahren 1981/82 um. 200 Bewohner waren vorher weggezogen. Diesmal kostete der Umzug 14,5 Millionen Dollar. Mit diesen Umzügen ist Niobrara gleichzeitig eine der ältesten Siedlungen in Nebraska und eine der Jüngsten.